# Память мира (Африка)
Список объектов наследия Африки проекта «Память мира».
| Страна/Территория                                                                                  | Документальное наследие                                                             | Год добавления | Хранитель(и), Местонахождение(я)                                                                   | Ссылка |
| -------------------------------------------------------------------------------------------------- | ----------------------------------------------------------------------------------- | -------------- | -------------------------------------------------------------------------------------------------- | ------ |
| Африка                                                                                             | Коллекция Кристофера Окигбо                                                         | 2007           | Фонд Кристофера Окигбо, Брюссель                                                                   | [ 1 ]  |
| Бенин                                                                                              | Колониальные архивы                                                                 | 1997           | Национальный архив, Порто-Ново                                                                     | [ 2 ]  |
| Эфиопия                                                                                            | Сокровища из Национального архива и библиотеки                                      | 1997           | Национальный архив и библиотека Эфиопии, Аддис-Абеба                                               | [ 3 ]  |
| Мадагаскар                                                                                         | Королевские архивы (1824—1897)                                                      | 2009           | Департамент Национальных архивов, Антананариву                                                     | [ 4 ]  |
| Маврикий                                                                                           | Материалы времён Французской оккупации Маврикия                                     | 1997           | Архив Маврикия, Порт-Луи                                                                           | [ 5 ]  |
| Намибия                                                                                            | Журналы корреспонденции Хендрика Витбооя                                            | 2005           | Национальный архив Намибии, Виндхук; личный архив доктора Клауса Гёбеля (Dr. Klaus Goebel), Мюнхен | [ 6 ]  |
| Сенегал                                                                                            | Фонды Французской Западной Африки («Afrique occidentale française», AOF)            | 1997           | Национальный архив, Дакар                                                                          | [ 7 ]  |
| ЮАР                                                                                                | Коллекция Блика                                                                     | 1997           | Кейптаунский университет, Библиотека ЮАР, Кейптаун                                                 | [ 8 ]  |
| ЮАР                                                                                                | Уголовное дело № 253/1963 (Государство против Н. Манделы и других)                  | 2007           | Национальный архив и Records Service ЮАР, Претория                                                 | [ 9 ]  |
| ЮАР                                                                                                | Коллекция Живого архива борьбы за освобождение (Liberation Struggle Living Archive) | 2007           | Doxa Production, Хаут Бэй (Hout Bay)                                                               | [ 10 ] |
| Танзания                                                                                           | Немецкие материалы в Национальном архиве                                            | 1997           | Национальный архив, Дар-эс-Салам                                                                   | [ 11 ] |
| Танзания                                                                                           | Коллекция арабских рукописей и книг                                                 | 2003           | Занзибарский национальный архив, Занзибар                                                          | [ 12 ] |
| Гана, Нидерланды, Бразилия, Гайана, Нидерландские Антильские острова, Суринам, Великобритания, США | Архивы Голландской Вест-Индской компании (Westindische Compagnie)                   | 2011           | Архивное бюро округа Олбани и Муниципальный архив, Нью-Йорк; Национальные архивы стран-номинаторов | [ 13 ] |
| Ангола, Португалия                                                                                 | Arquivos dos Dembos / Архивы ндембу                                                 | 2011           | Национальный архив Анголы, Луанда; lnstituto de lnvestigasção Científica Tropical, Лиссабон        | [ 14 ] |